# Trlić
Trlić (Servisch cyrillisch Трлић) is een plaats in de Servische gemeente Ub. De plaats telt 1020 inwoners (2002).